# 坎雪 (伊泽尔省)
坎雪（法語：Quincieu，法語發音：[kɛ̃sjø]）是法国伊泽尔省的一个市镇，位于该省中部偏西，属于格勒诺布尔区。

## 地理
坎雪（45°16'32"N, 5°23'7"E）面积4.75 平方千米，位于法国奥弗涅-罗讷-阿尔卑斯大区伊泽尔省，该省份为法国东南部内陆省份，北起顺时针与安省、萨瓦省、上阿尔卑斯省、德龙省、阿尔代什省、卢瓦尔省和罗讷省。
与坎雪接壤的市镇（或旧市镇、城区）包括：圣米歇尔-德圣茹瓦尔、瓦蒂略、拉福尔特雷斯、塞尔-内尔波勒、圣茹瓦尔。

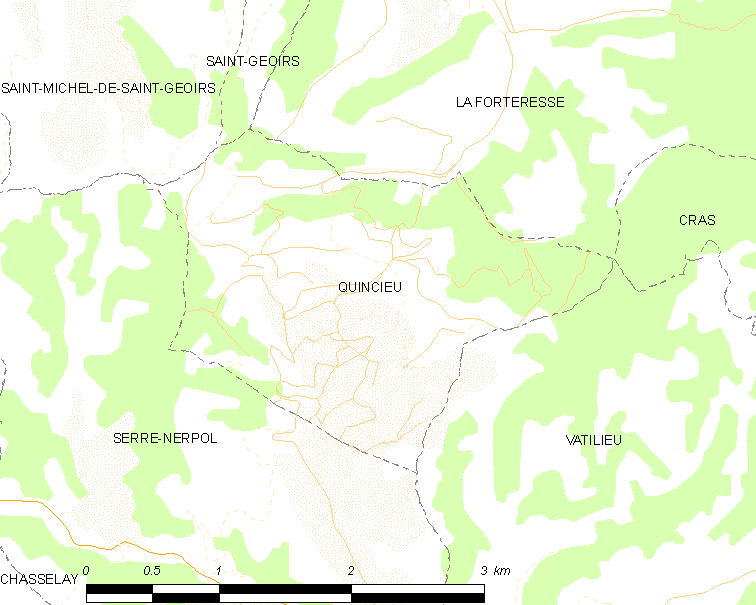
的OSM定位图

坎雪的时区为UTC+01:00、UTC+02:00（夏令时）。

## 行政
坎雪的邮政编码为38470，INSEE市镇编码为38330。

## 政治
坎雪所属的省级选区为南格雷西沃当县。

## 人口

1962-2008年间人口变化图示

坎雪于2022年1月1日时的人口数量为105人。